# Teoctist Arăpașu
Teoctist, pe numele de mirean Toader Arăpașu, (n. 7 februarie 1915, Tocileni, județul Botoșani – d. 30 iulie 2007, București) a fost patriarh al Bisericii Ortodoxe Române între anii 1986-2007.

## Studiile și cariera ecleziastică

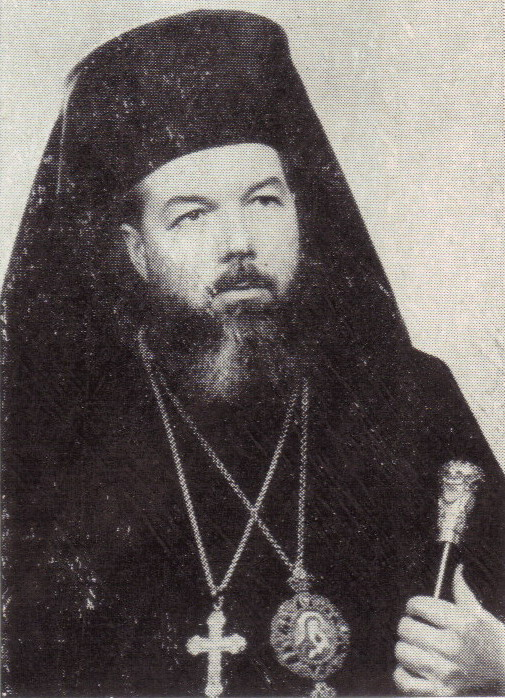
Episcopul Teoctist Arăpașu al Aradului, Ienopolei și Hălmagiului în 1967

Patriarhul Teoctist Arăpașu (din botez Toader Arăpașu) s-a născut la data de 7 februarie 1915 în satul Tocileni, Botoșani, din părinții Dumitru și Marghioala Arăpașu, ca al zecelea din cei unsprezece copii ai acestora. A urmat școala primară din satul natal. A intrat de tânăr ca frate, la Schitul Sihăstria Voronei (jud. Botoșani), aparținând de Mănăstirea Vorona, aflată în apropierea ținuturilor natale în anul 1928. A urmat vreme de un an cursurile Seminarului Teologic de la Mănăstirea Neamț, pe care le-a continuat apoi la Mănăstirea Cernica. 
A fost tuns în monahism la 6 august 1935 la Mănăstirea Bistrița (jud. Neamț), sub numele de Teoctist. La 4 ianuarie 1937, Mitropolitul Pimen Georgescu al Moldovei aprobă hirotonia monahului Teoctist în treapta de ierodiacon. A fost hirotonit de către arhiereul Ilarion Mircea Băcăoanul, în biserica Precista din Roman, pe seama Mănăstirii Bistrița. În anul 1940 s-a înscris la Facultatea de Teologie din București, pe care a absolvit-o în anul 1945, primind calificativul Magna cum laude pentru lucrarea susținută în cadrul Catedrei de Liturgică, sub conducerea Pr. Prof. Dr. Petre Vintilescu. În acest timp a îndeplinit diferite funcții în cadrul Arhiepiscopiei București și diacon la Patriarhia Română. 
Teoctist a fost acuzat de Dorin Dobrincu că ar fi fost legionar și că ar fi participat la acest Pogromul de la București, dar informația nu a putut fi confirmată. Mai mulți istorici au susținut că ar fi văzut documentul citat de Dobrincu, dar acest document a dispărut.
La 1 martie 1945 a fost transferat, la cererea sa, la centrul eparhial Iași. Este hirotonit ieromonah la 25 martie 1945 de către PS Valeriu Moglan Botoșăneanul, arhiereu-vicar al Mitropoliei Moldovei. Este hirotesit arhimandrit în anul 1946. Între anii a studiat la Facultatea de Litere și Filosofie din cadrul Universității din Iași. La Iași, activează în calitate de preot slujitor (1945), apoi Mare Eclesiarh la Catedrala Mitropolitană din Iași și Exarh al mănăstirilor din Arhiepiscopia Iașilor. 
La începutul anului 1947 Sfântul Sinod al Bisericii Ortodoxe Române i-a retras rangul de arhimandrit, din cauza poziției sale procomuniste. Decizia Sfântului Sinod este publicată în periodicul oficial al Patriarhiei Române, revista "Biserica Ortodoxă Română", nr. 1-3 din ianuarie-martie 1947. Raportul spune că Teoctist Arăpașu s-a asociat cu arhiereul-vicar Justinian Marina, prelat perceput de asemenea ca procomunist, care-și submina superiorul, mitropolitul Irineu Mihălcescu al Moldovei, prin atacuri în presa cotidiană. Autoritățile comuniste au organizat în paralel scoaterea lui Irineu Mihălcescu din scaunul de mitropolit și înlocuirea sa cu Justinian Marina, fapt care a facilitat ascensiunea lui Teoctist Arăpașu, apropiatului său.

## Ascensiunea către tronul de patriarh

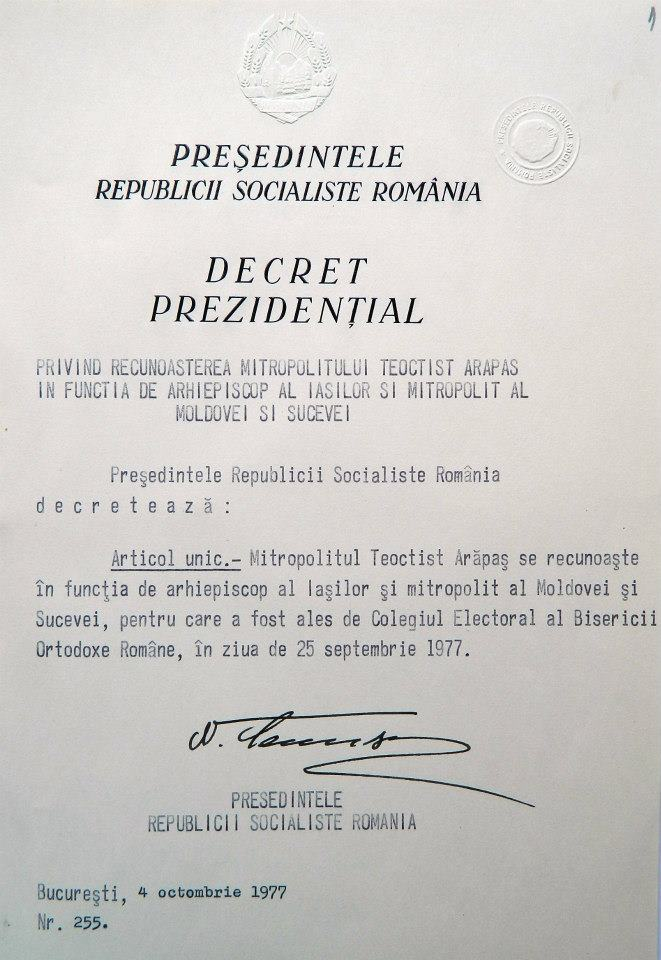
Decretul prezidențial de recunoaștere în funcția de arhiepiscop al Iașilor și mitropolit al Moldovei și Sucevei

În anul 1948 Justinian Marina avea să fie instalat în scaunul de patriarh al României. În perioada 1948-1950 arhimandritul Teoctist Arăpașu a deținut funcția de vicar administrativ al Arhiepiscopiei Iașilor. La scurt timp după aceasta, la 28 februarie 1950, arhimandritul Teoctist Arăpașu a fost ales de către Sfântul Sinod al Bisericii Ortodoxe Române, la propunerea Patriarhului Justinian, în rangul de episcop-vicar patriarhal, cu titlul de "Botoșăneanul". A fost hirotonit în treapta arhieriei la 5 martie 1950, în Biserica Sfântul Spiridon Nou din București, de către patriarhul Justinian, mitropolitul Firmilian Marin al Olteniei și episcopul Chesarie Păunescu al Dunării de Jos.
În anii 1950-1954 episcopul vicar patriarhal Teoctist a fost secretar al Sfântului Sinod, rector al Institutului Teologic Universitar din București și a condus diferite sectoare din cadrul administrației patriarhale. În perioada 1954-1962 a condus cancelaria Arhiepiscopiei Bucureștilor. În această calitate i-a vizitat periodic pe episcopii Alexandru Rusu, Iuliu Hossu și Ioan Bălan, ținuți cu domiciliu obligatoriu la Mănăstirea Curtea de Argeș și la Mănăstirea Căldărușani. Episcopul Teoctist a fost cel care în data de 14 august 1956 a comunicat episcopilor Hossu și Bălan faptul că mitropolitul Alexandru Rusu nu se va mai întoarce la Căldărușani, fiind mutat la Mănăstirea Cocoșu.
La 28 iulie 1962 a fost ales de către Colegiul Electoral Bisericesc în postul de episcop al Episcopiei Aradului, iar la 16 septembrie 1962 a fost înscăunat episcop în Catedrala Nașterea Sf. Ioan Botezătorul din Arad, unde a păstorit timp de 10 ani. În această calitate a avut sub jurisdicție Vicariatul de la Gyula și două protopopiate din Banatul Sârbesc.
În aprilie 1963 congresul Episcopiei Ortodoxe Române din America l-a ales în postul de episcop de Detroit (S.U.A.), iar Sfântul Sinod a aprobat alegerea și i-a acordat rangul de arhiepiscop. Din cauza neacordării vizei, nu a putut lua în primire conducerea efectivă a Episcopiei Ortodoxe Române din Statele Unite ale Americii și Canada. În perioada decembrie 1969-decembrie 1970 arhiepiscopul Teoctist a îndeplinit funcția de locțiitor de episcop la Episcopia Ortodoxă a Oradiei.
La 28 ianuarie 1973 a fost ales arhiepiscop al Craiovei și mitropolit al Olteniei, fiind înscăunat la 25 februarie 1973 de patriarhul Justinian Marina în Catedrala Mitropolitană din Craiova. La 25 septembrie 1977 a fost ales în rangul de arhiepiscop al Iașilor și mitropolit al Moldovei și Sucevei. În data de 4 octombrie 1977 președintele Nicolae Ceaușescu a semnat decretul de recunoaștere în funcție, după care, la 9 octombrie 1977, a fost înscăunat în Catedrala Mitropolitană din Iași. În perioada iulie 1980-ianuarie 1982, de la pensionarea forțată a mitropolitului Nicolae Mladin și până la alegerea lui Antonie Plămădeală, a îndeplinit și funcția de locțiitor de mitropolit al Ardealului.

## Patriarh al Bisericii Ortodoxe Române
După moartea Patriarhului Iustin Moisescu la 31 iulie 1986, IPS Mitropolit Teoctist a devenit locțiitor de patriarh. La 9 noiembrie 1986 este ales în urma votului Colegiului Electoral Bisericesc ca arhiepiscop al Bucureștilor, mitropolit al Ungrovlahiei și patriarh al Bisericii Ortodoxe Române, fiind întronizat la 16 noiembrie 1986 în Catedrala Patriarhală din București de către mitropoliții țării, Antonie al Transilvaniei, Nestor al Olteniei și Nicolae al Banatului, în prezența membrilor Sfântului Sinod, a patriarhilor Ierusalimului și Bulgariei, a reprezentanților tuturor Bisericilor Ortodoxe, ai Bisericii Romano-Catolice, ai Bisericilor Protestante și a reprezentanților forurilor de Stat. 
În perioada noiembrie 1986-iunie 1990, PF Teoctist a suplinit postul vacant de mitropolit al Moldovei și Sucevei, ca locțiitor de mitropolit, întrucât nu se obținuse aprobarea de ocupare a scaunului rămas vacant. 
În cei 45 de ani de activitate ca ierarh, s-a preocupat nu numai de probleme administrative și economice, ci și de restaurarea unor monumente de artă bisericească din cele patru eparhii pe care le-a condus (îndeosebi Putna, Bistrița, Slatina, Râșca, Gorovei, Vorona, Mitropolia Veche, Bărboi, toate în Arhiepiscopia Iașilor) și de organizarea unor muzee bisericești și a ctitorit o biserică în localitatea Victoria (jud. Botoșani). A îndrumat revistele "Mitropolia Olteniei", "Mitropolia Moldovei și Sucevei" și "Glasul Bisericii" și a încurajat apariția mai multor lucrări teologice. 
Reprezentant de seamă al ecumenismului românesc, a făcut parte din mai multe delegații sinodale care au vizitat alte Biserici și a condus delegații în vizitele de peste hotare: Biserica Ortodoxă din Finlanda (1971), Biserica Ortodoxă Siriană a Răsăritului din Malabar-India (1976), Biserica Ortodoxă Rusă (1978), Biserica Bulgară (1983) Biserica Armeană (1983), Arhiepiscopia misionară din America (1978). Ca patriarh, a condus delegații sinodale române care au vizitat Patriarhia Ecumenică, Patriarhia Bulgară, Austria, Suedia (toate în 1987), Patriarhia Rusă (1988) etc.
A participat la Conferința mondială a Comisiei "Credință și Constituție" a Consiliului Ecumenic al Bisericilor, la Montreal (1963), vizitând atunci o serie de parohii românesti din Canada, la întâlnirea ecumenică de la Chantilly-Franța (1978), a opta Adunare Generală a Conferinței Bisericilor Europene din Chania-Creta (1979), când a fost ales membru în Comitetul consultativ, a doua Conferință panortodoxă presinodală (Chambesy, 1982), la lucrările Prezidiului și Comitetului Consultativ de la Oxford (1993) etc.

## Activitatea ca patriarh

### În timpul regimului comunist
Ca patriarh s-a remarcat prin sprijinul pe care l-a acordat teologiei românești. Nici chiar în Grecia, Biserica Ortodoxă locală nu a putut tipări atâtea titluri câte s-au tipărit în perioada păstoririi patriarhului Teoctist în România. De asemenea, a avut o permanentă activitate pentru unitatea ortodoxă, ca și în domeniul ecumenismului. A obținut situarea Bisericii Ortodoxe Române la un nivel mai înalt în relațiile cu celelalte culte decât în trecut. Deși a fost nevoit să accepte demolarea a 7 biserici ortodoxe monument-istoric în București, a ridicat în schimb, în aceeași perioadă, peste 100 de biserici în țară. A făcut mari eforturi, mergând pe urmele Patriarhului Justinian Marina, pentru a ocroti ortodocșii intrați "în vizorul" autorităților comuniste din motive de credință. S-a folosit pentru aceasta și de stabilirea de relații prietenești cu acestea, ca și de influența externă obținută.
A fost acuzat pentru obediența sa față de autoritățile comuniste, fapt care a culminat cu aprobarea demolării a 7 biserici istorice din București. A adresat numeroase telegrame de felicitare dictatorului Nicolae Ceaușescu, căruia i-a făcut cadou vechi tipărituri și obiecte de patrimoniu.
Teoctist Arăpașu a fost deputat în Marea Adunare Națională în sesiunile din perioada 1975-1989.
Istoricii consideră că era improbabil ca Teoctist să fi fost informator al Securității. Ei îl consideră mai degrabă vinovat pentru ce nu a făcut decât pentru ce a făcut.

### Retragerea din 1990
După Revoluția din decembrie 1989 înțelegând contestațiile de ordin politic, în legătură cu demolarea unor biserici în București de către regimul de dictatură, la ședința Sfântului Sinod din 10 ianuarie 1990 Patriarhul Teoctist a cerut în scris retragerea din slujirea sa, în semn de pocăință. El s-a stabilit apoi la Mănăstirea Sinaia. În ședința sa din 10 ianuarie 1990, Sfântul Sinod al Bisericii Ortodoxe Române a acceptat demisia Patriarhului Teoctist. Primind cereri din toată țara din partea credincioșilor, a clerului de la parohii și mânăstiri, pentru revenirea Patriarhului, precum și a unor scrisori din partea Patriarhilor Bisericilor Ortodoxe locale, Sfântul Sinod în ședința sa din aprilie a hotărât chemarea Patriarhului la locul său prin revocarea deciziei de acceptare a demisiei patriarhului Teoctist. Dând ascultare Sfântului Sinod, Patriarhul Teoctist și-a reluat slujirea sa pentru care a fost ales în noiembrie 1986.

### Perioada 1990-2007

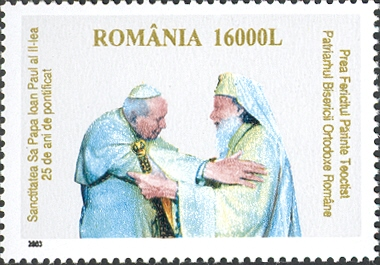
Papa Ioan Paul al II-lea și Patriarhul Teoctist (timbru)

A obținut importante recunoașteri din partea majorității Bisericilor ortodoxe locale, ca și din partea altor culte religioase. În perioada 7-9 mai 1999, la invitația Patriarhului Teoctist, s-a desfășurat vizita istorică în România a Sanctității Sale Papa Ioan Paul al II-lea (prima vizită a unui Papă într-o țară majoritar ortodoxă). 
A promovat învățământul religios după 1989, înființând noi seminarii teologice, școli medii de cântăreți bisericești, de pregătire a asistenților sociali, băieți și fete, de restauratori de monumente istorice și a organizat obținerea de burse în străinătate pentru studenții dornici de studiu. În învățământul general de toate gradele și profilurile a fost introdus învățământul religios. Ca și inițiativele de mai sus, împreună cu Sfântul Sinod a înființat eparhii noi, a reactivat mitropoliile și episcopiile desființate de dictatura comunistă, a întreprins demersurile pentru canonizarea unor sfinți români, a reorganizat Biserica Română de peste hotare prin organizarea unor noi episcopii și alegerea unui număr corespunzător de ierarhi dintre tinerii teologi cu studii în țară și în străinătate și dintre cei care s-au distins prin cunoașterea vieții bisericești și monahale.
Patriarhul Teoctist a murit luni, la 30 iulie 2007, la ora 17.00, în urma unui stop cardiac, suferit ca urmare a complicațiilor apărute după operația de prostată la care a fost supus în cursul aceleiași zile.

## Lucrări și distincții
A reorganizat și promovat activitatea editorială bisericească. A publicat multe articole, predici, cuvântări și studii care sunt cunoscute atât în țară, cât și în străinătate. Au fost retipărite, cu text diortosit, și prefațate de către Prea Fericirea Sa toate cărțile de slujbă, precum și majoritatea manualelor de studiu pentru învățământul teologic seminarial și universitar. A publicat monografiile: "Mitropolitul Iacob Putneanul" (Mănăstirea Neamț, 1978), "Sfântul Vasile cel Mare în evlavia credincioșilor ortodocși români" și "Mitropolitul Dosoftei, ctitor al limbajului liturgic românesc" (Iași, 1980). 
A editat în transliterare: "Dumnezeiască Liturghie" a Mitropolitului Dosoftei (1679), Iași, 1980. A tipărit ediția jubiliară din 1988 a "Bibliei de la București" (1688), și s-a îngrijit de tipărirea Bibliei, ediție jubiliară a Sfântului Sinod (2002), redactată și adnotată de I.P.S. Bartolomeu Anania. A scris prefața multor cărți și monografii ale unor mănăstiri și biserici din cadrul Patriarhiei Române. 
Între anii a publicat peste 17 de volume de predici, cuvântări și meditații, cu titlul general "Pe treptele slujirii creștine" și un volum cu titlul "Slujind Altarul străbun", care cuprind peste 7000 de pagini, cu aproximativ 1500 titluri. A inițiat o bogată și fructuoasă activitate culturală și științifică, promovând permanent acțiuni care au contribuit la creșterea prestigiului Bisericii. În timpul acestei perioade, schimbul de reviste și cărți de specialitate cu cele similare din străinătate a sporit, organizându-se, totodată, Simpozioane și Colocvii cu teme de actualitate și de interes pentru viața Bisericii. 
Patriarhul Teoctist a primit numeroase distincții și premii de-a lungul îndelungatei sale activități de ierarh. Dintre acestea amintim: Premiul Timotei Cipariu al Academiei Române pentru strădania de reeditare a Bibliei de la București-1688 (11 iulie 1991); Membru de onoare al Academiei Române (decembrie 1999); titlurile de Doctor Honoris Causa al Universității din Oradea (1995), al Universității din București (1995), al Universității Dunărea de Jos din Galați (2000), al Universității Catolice din Lublin-Polonia (2000), al Universității din Petroșani (2001), al Universității creștine "Dimitrie Cantemir" din București (2003), al Universității "Ovidius" din Constanța (2004), al Universității "Al.I.Cuza" din Iași (2005). A primit diferite distincții bisericești acordate de Patriarhiile Antiohiei, Ierusalimului și Moscovei și de Bisericile Ortodoxe ale Greciei, Cehiei și Slovaciei și Finlandei. 
La 21 mai 1999 i s-a conferit din partea Statului Român Ordinul "Steaua României" în grad de Mare Cruce. PF Teoctist este Cetățean de Onoare al municipiilor Botoșani (1994), Galați și Brăila (2000), Petroșani (2001), Hunedoara (2002), Baia Mare (2003) și Sinaia (2004), precum și al comunei Vorona (2005). La 17 septembrie 2003 i s-a conferit Diploma de Excelență a Fundației Dr. Wilhelm Fielderman pentru "contribuția de excepție la dezvoltarea relațiilor de respect reciproc între români și evrei".

## Critici și controverse
Raportul Tismăneanu a evidențiat faptul că arhimandritul Teoctist ar fi ajuns în fruntea BOR datorită loialității sale față de conducerea PCR.
Cotidianul i-a citat în 2001 pe istoricul Dorin Dobrincu și pe fostul angajat al CNSAS Gabriel Catalan, care au făcut publice mai multe documente provenite din arhiva SRI, conform cărora Teoctist ar fi participat în tinerețe la rebeliunea legionară din 1941, inclusiv la devastarea unei sinagogi.
The Independent a publicat un portret defavorabil al patriarhului Teoctist, portret comentat de mass-media din România.
Un alt aspect controversat activității sale este legat de restituirea fostelor proprietăți ale Bisericii Române Unite. După o serie de sentințe judecătorești favorabile BRU, în luna februarie 2002 patriarhul Teoctist a adresat o scrisoare ministrului justiției de atunci, Rodica Stănoiu (PSD), prin care cerea ca ministrul să intervină pe lângă instanțele de judecată ca acțiunile greco-catolicilor să fie respinse, făcând referire expresă la judecătoriile din Dej și Gherla, precum și la tribunalele din Baia Mare și Arad și la curțile de apel Cluj și Alba Iulia. Ministerul Justiției a trimis scrisoarea respectivă prin fax către curțile de apel din Transilvania, ceea ce a generat proteste față de imixtiunea în activitatea instanțelor de judecată.

## Deces
Patriarhul Teoctist a murit la data de 30 iulie 2007, după ce a fost operat de adenom de prostată, la Institutul Clinic Fundeni. Intervenția chirurgicală nu a fost una de urgență, ci una programată. Pe parcursul zilei, veștile venite dinspre spital erau îmbucurătoare. Potrivit medicilor, decesul a survenit în urma unor complicații cardiace, la ora 17:00, pe fondul unor suferințe mai vechi de acest gen. Trupul neînsuflețit al Patriarhului Teoctist a fost depus în Catedrala Patriarhală.

## Distincții
- Ordinul „Steaua Republicii Populare Romîne” clasa a III-a (21 august 1954) „pentru merite deosebite pe tărîmul construcției de stat, economice, sociale și culturale, cu ocazia celei de a zecea aniversări a eliberării patriei noastre”[15]